# Воншип (Јута)
Воншип (енгл. Wanship) насељено је место без административног статуса у америчкој савезној држави Јута.

## Демографија
По попису из 2010. године број становника је 400.
| Група             | 2000.    | 2010.       |
| Белци             | 0 (0,0%) | 358 (89,5%) |
| Афроамериканци    | 0 (0,0%) | 0 (0,0%)    |
| Азијати           | 0 (0,0%) | 0 (0,0%)    |
| Хиспаноамериканци | 0 (0,0%) | 35 (8,8%)   |
| Укупно            | 0        | 400         |